# Evangelický kostel v Děčíně
Kostel Ježíše Krista v Děčíně-Podmoklech (německy Evangelische Christuskirche in Bodenbach) je evangelický luteránský farní kostel v městské části Děčín-Podmokly v Ústeckém kraji. Novogotický kostel z roku 1884 je dílem německého architekta Gotthilfa Ludwiga Möckela.
Do roku 1918 byla součástí evangelického superintendentury Západní Čechy, do roku 1945 patřila Německé evangelické církvi v Čechách, na Moravě a ve Slezsku a po odsunu německého obyvatelstva jej využívá Českobratrská církev evangelická.

## Historie

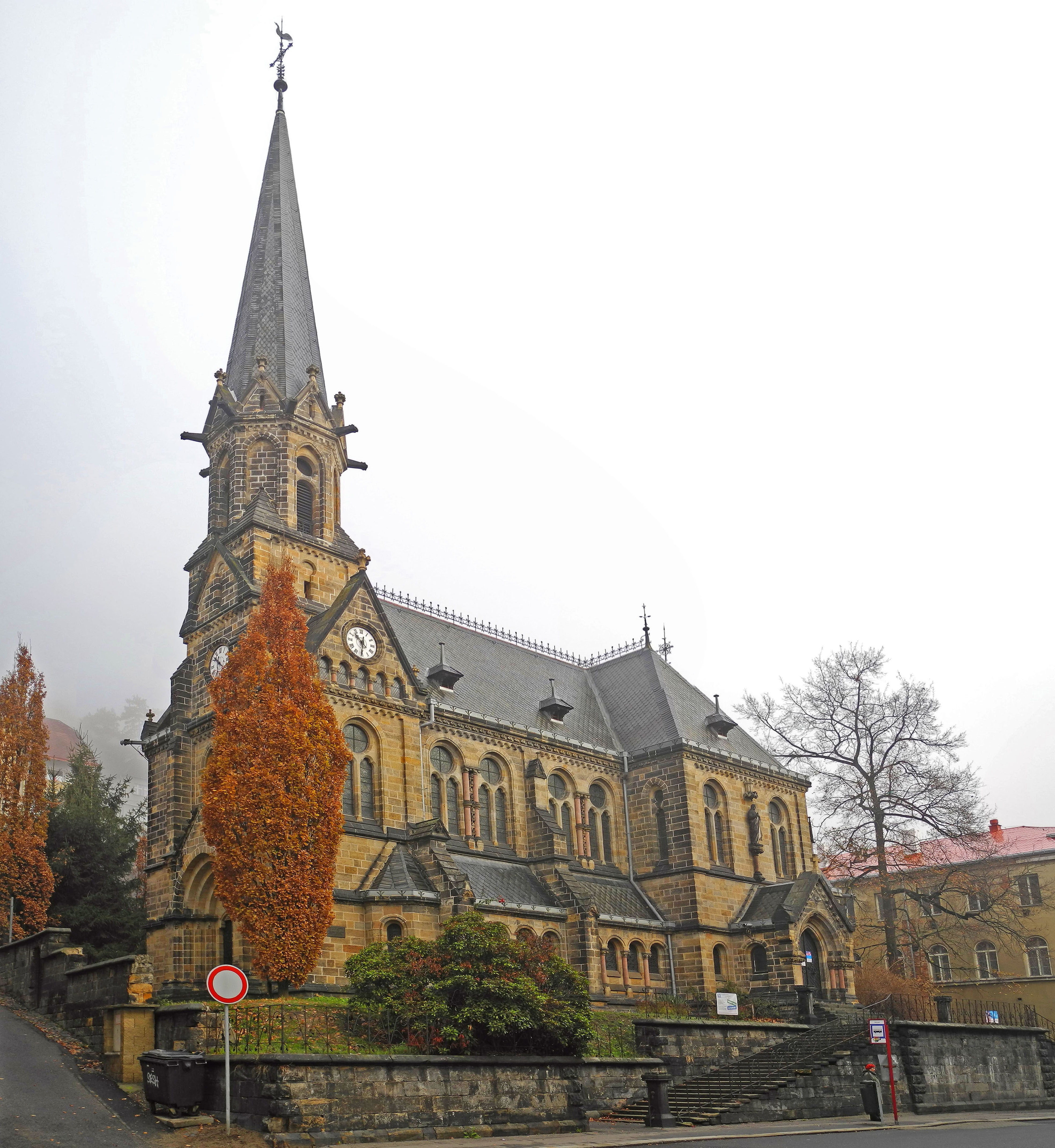
Podmokly, kostel Ježíše Krista

V době reformace v 16. století vznikla v roce 1559 v Podmoklech (německy Bodenbach) protestantská farnost, která však v roce 1624 v průběhu protireformace zanikla.
Poté, co byla v roce 1850 železniční trať Děčín – Drážďany-Neustadt připojena k rakouské c.k. Severní státní dráze, byly ze Saska do Podmokel přesunuly některé celní a železniční úřady. Jejich zaměstnanci zde poté založili vlastní evangelicko-luteránskou církevní obec.
Výstavbou kostela byl pověřen drážďanský architekt Gotthilf Ludwig Möckel, který zde v letech 1881-1884 postavil kostel v pseudogotickém slohu, jako zjednodušenou kopii vlastního dřívějšího kostela sv. Lukáše ve Cvikově-Planicích z let 1873-1876. Stejně jako cvikovský kostel je budova v Podmoklech koncipována jako trojlodní bazilika s nízkými bočními loděmi, širokou příčnou lodí a západní věží v průčelí, která nad hřebenem přechází v osmibokou.
Jak připomíná tabulka na zdi kostela, konal se zde 15. ledna 1923 varhanní koncert Alberta Schweitzera.